# Comusia apicalis
Comusia apicalis là một loài bọ cánh cứng trong họ Cerambycidae.